# Narcissus bulbocodium
Narcissus bulbocodium é uma espécie de planta com flor pertencente à família Amaryllidaceae. 
A autoridade científica da espécie é L., tendo sido publicada em Sp. Pl. 289 (1753).

## Portugal
Trata-se de uma espécie presente no território português, nomeadamente os seguintes táxones infraespecíficos:
- Narcissus bulbocodium subsp. bulbocodium - presente em Portugal Continental. Em termos de naturalidade é nativa da região trás referida. Encontra-se protegida por legislação portuguesa ou da Comunidade Europeia, nomeadamente pelo Anexo V da Directiva Habitats.
- Narcissus bulbocodium subsp. obesus - presente em Portugal Continental. Em termos de naturalidade é endémica da Península Ibérica. Encontra-se protegida por legislação portuguesa ou da Comunidade Europeia, nomeadamente pelo Anexo V da Directiva Habitats.